# 桑乔雷
桑乔雷（Sanchore），是印度拉贾斯坦邦Jalor县的一个城镇。总人口25881（2001年）。

## 人口
该地2001年总人口25881人，其中男性13611人，女性12270人；0—6岁人口5260人，其中男2731人，女2529人；识字率47.59%，其中男性为61.68%，女性为31.97%。